# Stuart Bennett

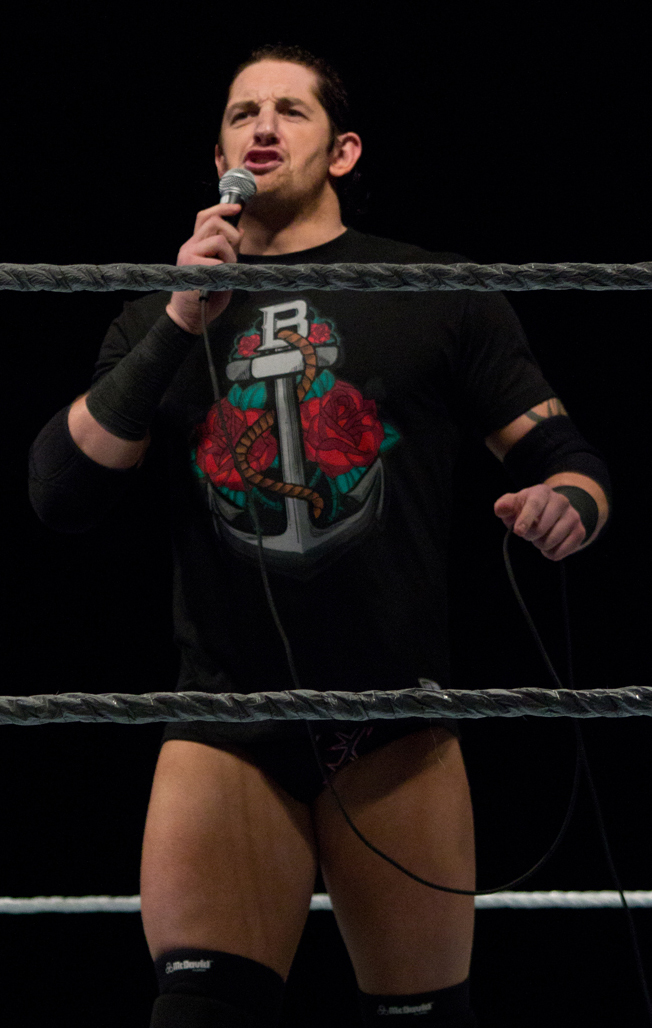

Stuart Alexander Bennett, lepiej znany jako Stu Bennett (ur. 10 sierpnia 1980 w Penwortham) – brytyjski wrestler, który zakończył karierę dla World Wrestling Entertainment, znany jako King Barrett. Był zwycięzcą pierwszego sezonu WWE NXT.
31 grudnia na RAW zdobył po raz drugi WWE Intercontinental Championship pokonując Kofiego Kingstona. Stracił pas interkontynentalny na WrestleManii 29 na rzecz The Miza. Odzyskał go dzień później na RAW. Ponownie stracił pas na gali Payback 2013 w starciu trzech rywali na rzecz Curtisa Axela. Na Money in the Bank 2013 miał szansę wygrać walizkę na kontrakt o walkę na pas wagi ciężkiej, jednak nie udało mu się odnieść zwycięstwa. Po utracie pasa Interkontynentalnego i zaprzepaszczeniu szansy na pas wagi ciężkiej, przegrał kilka razy z Danielem Bryanem i zniknął na kilka miesięcy. Powrócił pod koniec 2013 roku jako Bad News Barrett. Na Extreme Rules 2014 pokonał Big E. Langstona i został po raz czwarty Intercontinental Championem. Bad News Barret powrócił w 2015 walczył z Dolphem Zigglerem wygrał pas interkontynentalny dołączył do dyrekcji na fastlane 2015 walczył z Deanem Ambrosem wygrał przez dyskwalifikację. Na Wrestlemanii 31 w kilkuosobowym ladder matchu stracił pas na rzecz Daniela Bryana. W 2016 roku został zwolniony z WWE.
Zagrał także w brytyjskich filmach, w tym Eliminatorzy (Eliminators, 2016) ze Scottem Adkinsem i Zemsta (Vengeance, 2018).
Prywatnie spotykał się z Victorią Crawford (2010) i Rachel David (2014).

## Osiągnięcia
- Dropkixx
  - Dropkixx IWC European Heavyweight Championship (raz)
- Florida Championship Wrestling
  - FCW Florida Tag Team Championship (raz) – z Drew McIntyre
- Ohio Valley Wrestling
  - OVW Southern Tag Team Championship (raz) – z Paul Burchill
- Pro Wrestling Illustrated
  - PWI Feud of the Year (2010) – The Nexus vs. WWE
  - PWI Most Hated Wrestler of the Year (2010) – jako członek The Nexus
  - PWI sklasyfikowany na 19 miejscu z 500 najlepszych pojedynczych wrestlerów roku 2011
- Pro Wrestling Report
  - Breakthrough Star of the Year (2010)
- World Wrestling Entertainment
  - WWE Intercontinental Championship (5 razy)
  - NXT (pierwszy sezon)
  - Slammy Award for Shocker of the Year (2010) – Debiut The Nexus

## Filmografia
| Rok  | Tytuł                                         | Rola                    | Reżyser           |
| ---- | --------------------------------------------- | ----------------------- | ----------------- |
| 2010 | Ricky Steamboat: The Life Story of the Dragon | Wade Barrett            | Kevin Dunn        |
| 2013 | Czas zemsty (Dead Man Down)                   | Kilroy                  | Niels Arden Oplev |
| 2015 | Total Divas (E! Entertainment)                | w roli samego siebie    |                   |
| 2015 | WWE 2k16 (gra komputerowa)                    | King Barrett (głos)     |                   |
| 2016 | Eliminators                                   | George "Bishop" Edwards | James Nunn        |
| 2018 | Vengeance                                     | John Gold               | Ross Boyask       |
| 2018 | Jacob the Awakening                           | Jacob                   | Matt Walker       |